# Yokohama Canon Eagles
Yokohama Canon Eagles (横浜 キヤノンイーグルス) è una squadra di rugby a 15 giapponese che partecipa alla Japan Rugby League One.
Fondata nel 1981, è di proprietà di Canon. La squadra era precedentemente basata a Machida. Secondo il sito web ufficiale è stata fondata come Canon Rugby Team nel 1980 e ha adottato il soprannome Eagles nel 2010. La squadra si è trasferita a Yokohama prima del rebranding della Top League nel 2022, diventando così Yokohama Canon Eagles.

## Giocatori stranieri famosi
- Faf de Klerk
- Jesse Kriel
- Matt Philip